# محاکمه (مجموعه تلویزیونی)
محاکمه نام یک مجموعهٔ تلویزیونی به کارگردانی حسن هدایت است که در سال ۱۳۷۷ تولید و در سال ۱۳۷۸ از شبکه ۱ پخش گردید.

## خلاصه داستان
این مجموعه تلویزیونی، بازگوکنندهٔ بخشی از تاریخ معاصر ایران است. گروهی که به اجرای قانون و عدالت به شدت علاقمند هستند برای برپایی دادگاه محاکمهٔ شهربانی رضاشاه، دچار مشکلات فراوانی می‌گردند.

## بازیگران و عوامل تولید

### بازیگران ثابت
- عزت‌الله انتظامی در نقش حشمت‌الله مینَوی
- داریوش فرهنگ در نقش بازپرس مرتضی سلطان‌زاده
- مهناز افضلی در نقش دکتر هانیه طبایی
- اسماعیل شنگله در نقش تاجر دماوندی
- بهمن دان در نقش سرپاس مختاری
- رؤیا تیموریان در نقش ایران تیمورتاش
- بهناز محرر در نقش رعنا
- خسرو دستگیر در نقش رئیس دادگاه
- حمید لولایی در نقش پزشک احمدی
- عباس محبی در نقش محرمعلی خان سانسورچی
- علی رامز در نقش سرتیپ کوپال
- هرمز هدایت در نقش دادستان جلال عَبدُه
- هما روستا در نقش مادام لیلیان

- سید حسن‌حسینیان در نقش صاحب کافه

### بازیگران مهمان
- جمشید لایق
- اکبر دودکار
- محرم بسیم
- ملکه رنجبر در نقش مادربزرگ
- رحمان مقدم
- پرستو صالحی در نقش نیره اعظمی
- منوچهر افسری
- لوریک میناسیان
- منصور والامقام
- احمدرضا اسعدی در نقش خدا کریم
- محمدرضا هدایتی
- علیرضا جاویدنیا در نقش پیرمرد خسیس
- محمدرضا حقگو
- فرهاد خانمحمدی
- فخرالدین صدیق‌شریف
- جمشید شاه‌محمدی
- مهدی سلطانی
- اسفندیار مهرتاش
- محمد برسوزیان
- شراره آرزومانیان
- کتایون جهانگیری
- شراره دولت‌آبادی
- ناصر لقایی
- ساناز سماواتی
- شهناز شهبازی
- صفر کشکولی
- محمد رسول بیاتی
- لیدا جوادی در نقش خجسته
- پرویز شفیع‌زاده
- ابراهیم بصیرت در نقش دکتر ستاری
- محمد قاسمی
- لیلی بهشتی در نقش مریم
- حسین رنگی‌وند
- حشمت آرمیده
- حسین افشار
- پرویز سپرویزن
- علی‌اصغر طبسی
- مهدی ناطقی در نقش جواد
- فرامرز روشنایی
- بهروز پیروزیان
- محمدحسین پناهی
- سیامک اشعریون
- فیض‌الله مهدیخانی
- سیروس اعوانی
- اصغر امیدوارخرم
- محمدرضا گودرزی
- رضا منوچهری
- شاپور کلهر
- مجید عبدالعظیمی
- مهشاد مخبری
- محمدرضا نوروزی
- اسماعیل صدیلو
- علی ماهانی
- اقدس صحت‌بخش
- مهرداد فلاحتگر در نقش احسان امیراتابکی
- حسن محمدی در نقش شازده فتحعلی
- یوسف نوروزی
- حسین محمدی
- ابراهیم عمادی
- محمد صادق‌پور
- جواد پیرزاد
- غلامرضا افروزی
- حسین کربلایی
- محبت رحیم‌زاده
- محمود سودانی
- بیوک کاظم‌پور
- سید حسن حسینیان
- احمد راد
- حسین چرمچی
- حسین اسماعیل‌پور
- مجید افضلی در نقش صادق
- حسین حیدرزاده
- جواد نیرورنگ
- داود بیاتی
- اردشیر افشین‌راد
- حسن عظیمی
- احمد علیزاده
- هاشم افشار
- علی کاظمیان
- اسماعیل خدابخش
- پرویز کهندانی
- رضا نظری
- رضا حافظی
- حسین فیض‌پور
- ابراهیم صدیلو
- علی ذبیحی
- ناصر احمدی‌آزاد
- پرویز عباسپور
- رسول حافظی
- خسرو طالبی
- احمد محرابی
- رضا رضامندی
- حسین زمانی
- حسن ورسانی
- محمدجعفر لاری
- هاشم سالک‌کوچ
- محمد ایمانی
- مهدی قبادی
- بهمن هاشمی
- حسن زندباف در نقش مشیر همایون شهردار
- نوذر نوروزی

### عوامل تولید
- کارگردان: حسن هدایت
- فیلمنامه: اصغر عبداللهی، حسن هدایت
- تصویربردار: حسین ملکی
- تهیه‌کننده: سیما فیلم
- تعداد قسمت‌ها: ۲۶ قسمت (۵۰ دقیقه‌ای)
- مدت زمان: ۱۳۰۰ دقیقه
- محصول: شبکه ۱
- سال تولید و پخش: ۱۳۷۸–۱۳۷۷

## بازپخش
این سریال، اردیبهشت ماه ۱۴۰۲ از شبکه یک بازپخش شد.